# Камъкообръщач
Камъкообръщачът (Arenaria interpres) е птица от семейство Бекасови (Scolopacidae). Среща се и в България. Тя е сравнително малка и набита с размери 22 – 24 cm и тегло около 85 – 150 грама. Има доста къси крака (3,5 cm) оцветени в яркооранжево.